# Antoine Bonfadini
Pour les articles homonymes, voir Bonfadini.
Antoine Bonfadini (Ferrare, 1400 - Cotignola, 1er décembre 1482) est un franciscain observant reconnu bienheureux par l'Église catholique.

## Biographie
Antonio Bonfadini nait vers 1400 dans une illustre famille de Ferrare en Italie. Il fait ses études dans l'université locale.
Il entre chez les Frères mineurs de l'Observance assez tard : Antoine est un jour bouleversé par la prédication de Bernardin de Sienne et décide de quitter sa vie mondaine pour entrer chez les Frères mineurs. En 1439, il entre au couvent du Saint-Esprit à Ferrare, ordonné prêtre en 1458, il entame un cycle de prédication, d’abord autour du couvent, puis dans toute la Romagne.
Âgé, il part en pèlerinage en Terre sainte, et une fois de retour reprend ses cycles d'évangélisation des campagnes. Mais il finit par tomber malade, et il meurt le 1er décembre 1482 à l’hôpital des pèlerins de Cotignola. Antoine est inhumé dans l'église paroissiale (province de Ravenne),,.

## Béatification et culte

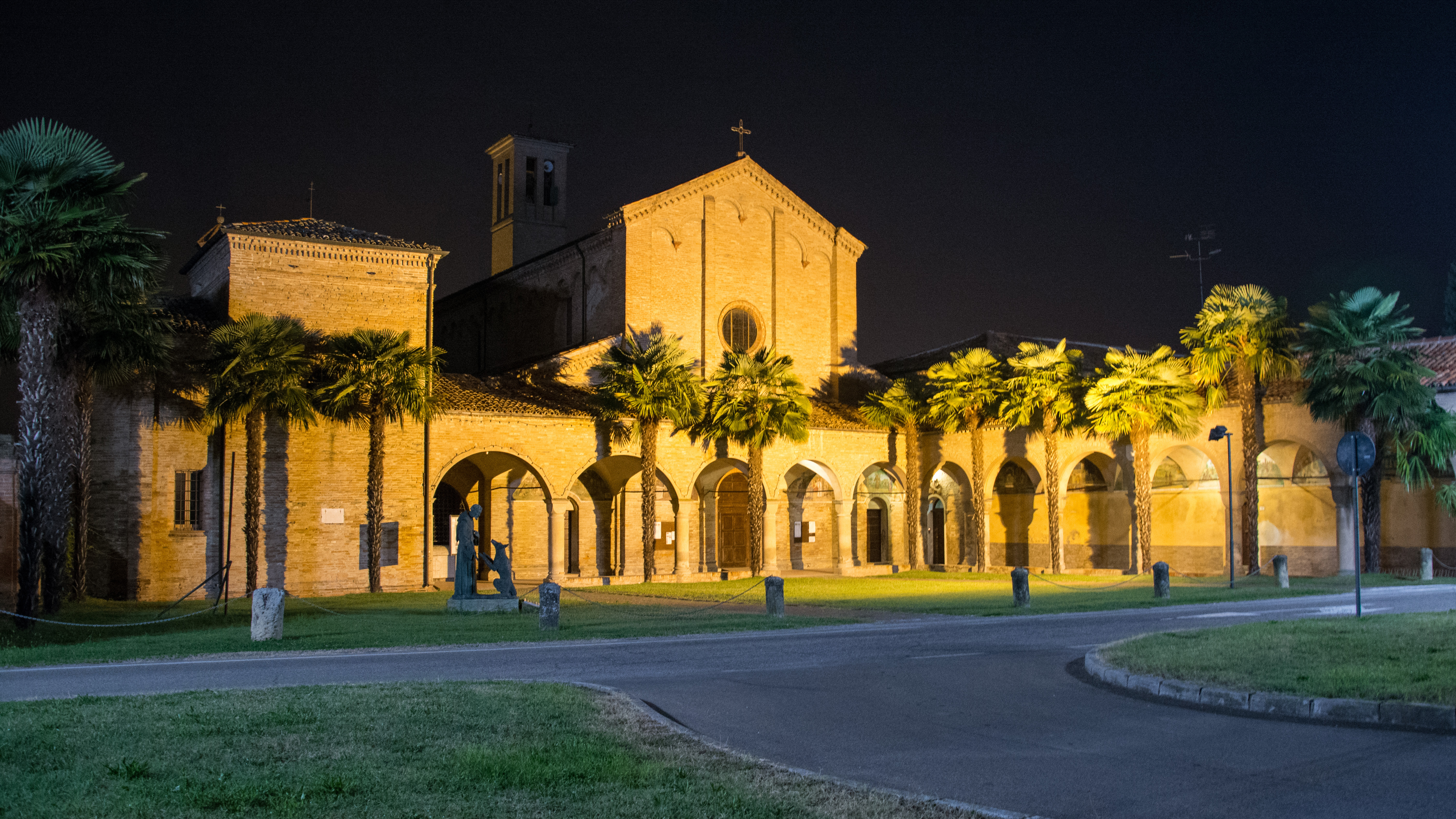
L'église Saint-François à Cotignola où se trouve son sépulcre.

La tombe du moine devient rapidement un lieu de vénération pour la population locale qui l'appelle le "saint de Cotignola". Les franciscains décident alors d'élever une nouvelle église pour leur couvent. Ils y transfèrent son corps, resté préservé du temps, en 1495. Puis il l'installe dans un sépulcre-reliquaire placé dans une nouvelle chapelle en 1666. Le culte du père Antoine reste vivace dans la population, malgré la fermeture de l'église pendant la Révolution française. En 1894 débute le procès canonique en vue de sa béatification, qui est célébrée par le pape Léon XIII le 14 juillet 1901. Sa mémoire est fixée au 1er décembre,.
À Cotignola, la mémoire liturgique du bienheureux Antoine est célébrée dans l'église San Francesco, sous forme de fête, chaque 1er décembre. La ville se souvient aussi de lui le lundi de Pâques, jour de la translation de son corps (le 14 avril 1495), qui s'appelle pour l'occasion la Festa del Santo.